# Skull & Bones (album)
Skull & Bones è il quinto album in studio del gruppo musicale statunitense Cypress Hill, pubblicato il 25 aprile 2000 dalla Columbia Records.

## Tracce
CD 1 – Skull
1. Intro – 1:52 (Lawrence Muggerud)
2. Another Victory – 3:11 (Lawrence Muggerud, Louis Freese)
3. (Rap) Superstar – 4:53 (Lawrence Muggerud, Louis Freese)
4. Cuban Necktie – 4:13 (Lawrence Muggerud, Louis Freese)
5. What U Want from Me – 3:50 (Lawrence Muggerud, Louis Freese, Senen Reyes)
6. Stank Ass Hoe – 5:09 (Lawrence Muggerud, Louis Freese)
7. Highlife – 3:53 (Lawrence Muggerud, Louis Freese, Senen Reyes)
8. Certified Bomb – 4:03 (Lawrence Muggerud, Louis Freese, Senen Reyes)
9. Can I Get a Hit – 2:47 (Lawrence Muggerud, Louis Freese)
10. We Live This Shit – 4:20 (Lawrence Muggerud, Louis Freese)
11. Worldwide – 2:45 (Lawrence Muggerud, Louis Freese, Senen Reyes)

CD 2 – Bones
1. Valley of Chrome – 4:04 (Lawrence Muggerud, Louis Freese, Senen Reyes)
2. Get Out of My Head – 3:31 (Lawrence Muggerud, Louis Freese)
3. Can't Get the Best of Me – 4:15 (Lawrence Muggerud, Louis Freese, Senen Reyes, Eric Correa, Brad Wilk)
4. A Man – 3:08 (Lawrence Muggerud, Louis Freese, Senen Reyes, Eric Correa, Jeremy Fleener, Andy Zambrano)
5. Dust – 3:56 (Lawrence Muggerud, Louis Freese, Senen Reyes, Eric Correa, Jeremy Fleener, Andy Zambrano)
6. (Rock) Superstar – 4:37 (Lawrence Muggerud, Louis Freese, Senen Reyes)

## Accoglienza
La rivista Rolling Stone giudicò in modo positivo l'album e considerò gli autori "capaci non solo di mantenere carisma e credibilità all'interno dell'ambiente hip hop ma anche di offrire un'alternativa influente e valida alle sonorità nu metal e rap metal dei primi anni 2000, restando però fedeli alle loro origini musicali". Anche la rivista inglese NME elogiò il disco, ma soprattutto l'abilità degli interpreti di "offrire brani ben fatti e prodotti, evitando ugualmente il sopravvento di uno stile musicale sull'altro".

## Formazione
- Michael Barbiero – ingegnere del suono
- Eric Bobo – batteria
- Dino Cazares – chitarra
- Jeremy Fleener – basso
- Rogelio Lozano – chitarra
- Reggie Stewart – basso e chitarra
- Brad Wilk – batteria
- Christian Olde Wolbers – basso
- Andy Zambrano – chitarra

## Classifiche

### Classifiche settimanali
| Classifica (2000) | Posizione massima |
| ----------------- | ----------------- |
| Australia         | 6                 |
| Austria           | 5                 |
| Belgio (Fiandre)  | 17                |
| Belgio (Vallonia) | 37                |
| Canada            | 3                 |
| Finlandia         | 1                 |
| Francia           | 13                |
| Germania          | 4                 |
| Irlanda           | 30                |
| Norvegia          | 24                |
| Nuova Zelanda     | 13                |
| Paesi Bassi       | 10                |
| Regno Unito       | 6                 |
| Stati Uniti       | 5                 |
| Svezia            | 29                |
| Svizzera          | 7                 |

### Classifiche di fine anno
| Classifica (2000) | Posizione |
| ----------------- | --------- |
| Belgio (Fiandre)  | 84        |
| Germania          | 96        |
| Stati Uniti       | 84        |